# Lucoli
Lucoli é uma comuna italiana da região dos Abruzos, província de Áquila, com cerca de 944 habitantes. Estende-se por uma área de 109 km², tendo uma densidade populacional de 9 hab/km². Faz fronteira com Borgorose (RI), Áquila, Rocca di Cambio, Rocca di Mezzo, Tornimparte.

## Demografia
| Variação demográfica do município entre 1861 e 2011                               |
|                                                                                   |
| Fonte: Istituto Nazionale di Statistica (ISTAT) - Elaboração gráfica da Wikipedia |